# Walkabout (antropologia)
Il termine inglese walkabout ("cammina in giro") si riferisce al lungo viaggio rituale che gli aborigeni australiani saltuariamente intraprendono attraversando a piedi le distese del bush australiano. Il termine fu coniato dai proprietari terrieri bianchi australiani per riferirsi agli schiavi (o ai lavoratori) aborigeni che sparivano dalle loro proprietà, spesso per settimane, e dei quali si diceva gone walkabout ("andato in walkabout").
Nella cultura aborigena, le lunghe camminate nel deserto degli individui che intraprendono il walkabout svolgono un ruolo essenziale per consentire contatti e scambi di risorse (sia materiali che spirituali, come i tradizionali canti) fra popolazioni separate da enormi distanze.
Quando arrivarono i primi europei, gli aborigeni non mostrarono molto interesse, pensando che questi avrebbero continuato il loro walkabout esplorativo del bush, non sapendo che gli europei non erano cacciatori e raccoglitori, ma agricoltori e allevatori.